# Philautus stuarti
Philautus stuarti és una espècie de granota que es troba a Sri Lanka.
Està amenaçada d'extinció per la pèrdua del seu hàbitat natural.